# Carina Witthöft
Carina Witthöft, född 16 februari 1995 i Wentorf bei Hamburg, Schleswig-Holstein,  är en tysk högerhänt före detta professionell tennisspelare. 
Witthöft avslutade tenniskarriären år 2019. 